# 1812序曲

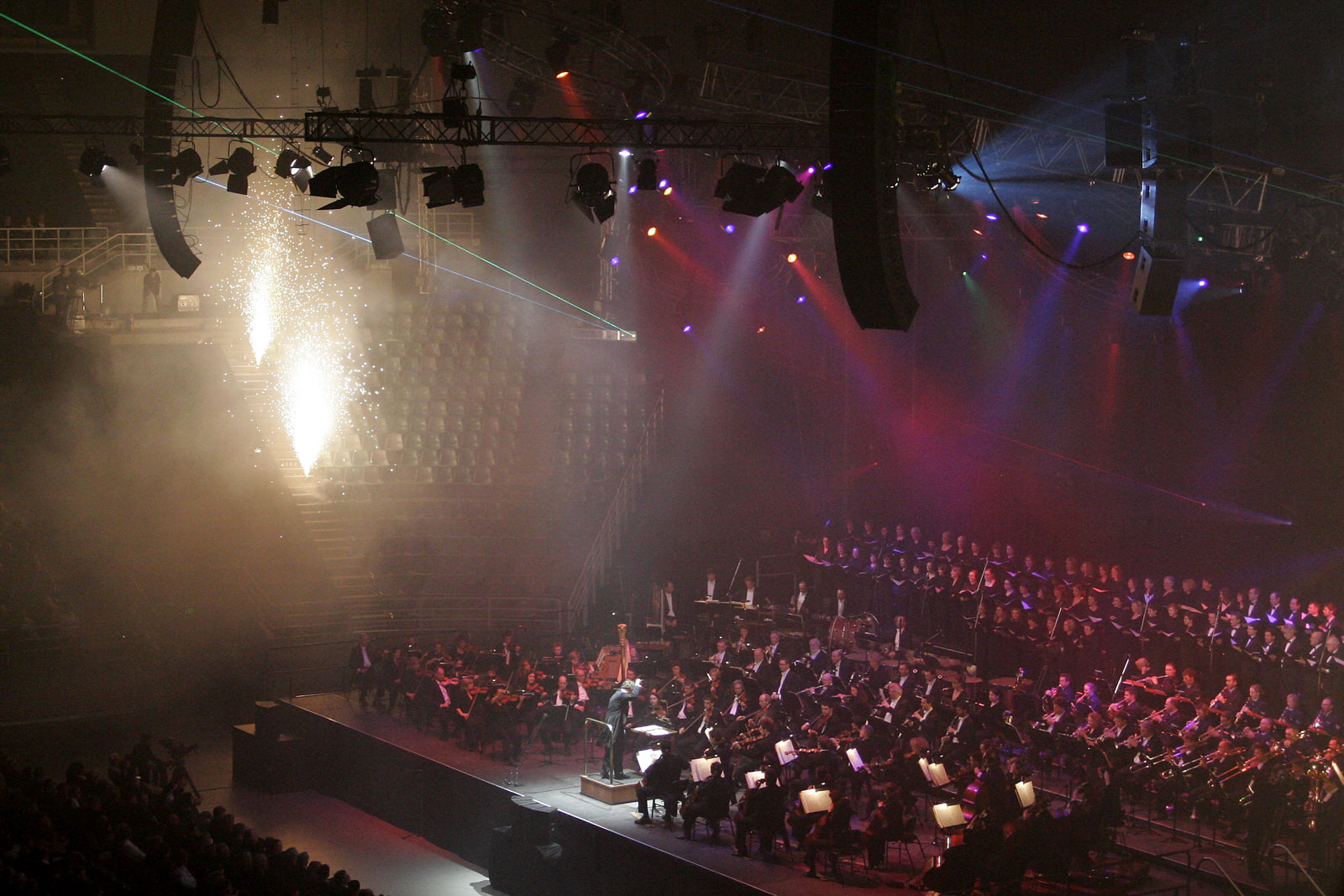
在“2005 Classical Spectacular”的演出中，《1812序曲》最後一段的场景。

《1812序曲》（降E大调，作品第49号）是柴科夫斯基于1880年创作的一部管弦乐作品。为了纪念1812年库图佐夫带领俄国人民击退拿破仑大军的入侵，赢得俄法战争的胜利。该作品以曲中的炮火声闻名，在一些演出中——尤其是户外演出——曾起用真的大炮。该序曲于1882年8月20日在莫斯科救世主大教堂首演。

## 配器
- 短笛／长笛（可替换）：2
- 双簧管：2
- 单簧管（降B调）：2
- 英国管／低音管（可替换）：2
- 法国号（F调）：4
- 短号（降B调）：2
- 小号（降E调）：2
- 长号：2
- 低音长号：1
- 低音号：1
- 定音鼓：1
- 三角铁：1
- 鈴鼓：1
- 小鼓：1
- 大鼓：1
- 钹：1
- 管鐘：1
- 弦乐團
- 铜管乐队・大炮・合唱团

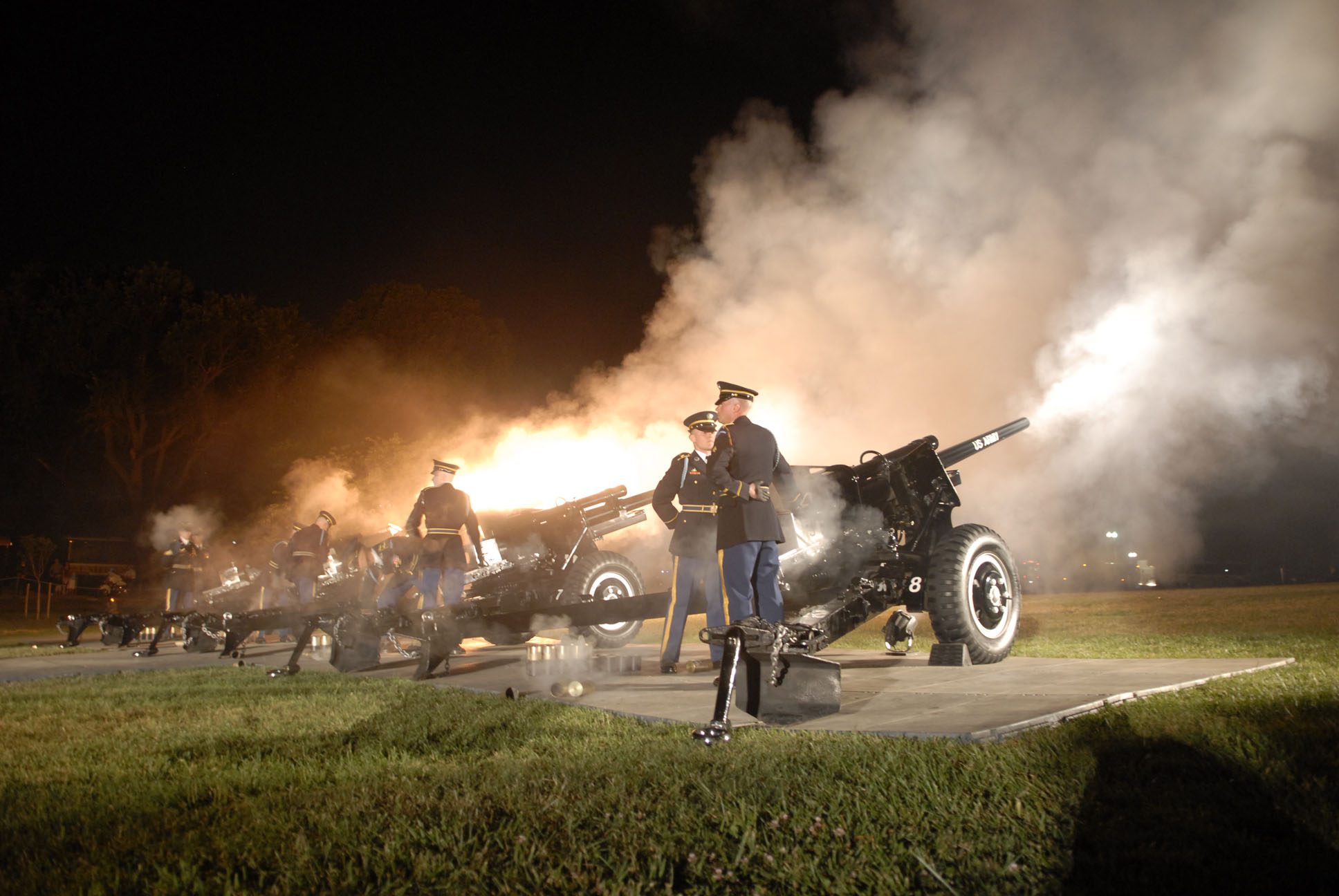
美国陆军乐队的一场《1812序曲》演出，使用了M5反坦克炮

柴科夫斯基在曲中指定的炮击声现在通常用大鼓来演奏，有的时候还可以听到突出的小军鼓渐弱的声音。但是在一些场合用了真的大炮，首次真炮的录音是1950年明尼阿波利斯交响乐团的演奏。后来还有其他利用音响技术的类似录音。用真的大炮演奏序曲的有：每年7月4日波士顿流行管弦乐团在查尔斯河畔音乐会上的演出；澳大利亚国防军事学院每年在堪培拉举行的毕业阅兵典礼上的演奏。國家交響樂團以往曾在每年兩廳院院慶時皆演奏本曲作為固定壓軸，並由國軍支援禮炮。

## 结构
曲目开始时出现一个深广的主题，代表着俄罗斯广袤的领土和无限风光。后来乐曲进入发展部，一个侵略性的主题代表着法军的入侵。再次转到一个进行曲，表达的是俄罗斯人武装上前线，准备抵抗侵略者。主旋律部分首先是一段表现部队行军的主题，用法国号演奏。法国国歌《马赛曲》代表战争初始法军的胜利及1812年9月占领莫斯科。接着的主题是俄罗斯民族舞蹈（у ворот），庆祝击退拿破仑的战役，渐弱的旋律代表1812年10月末法军从莫斯科撤退，炮击声象征俄军将敌人逼退至拿破崙帝国边境。战争进入尾声，乐曲回到前奏的赞歌部分，这次是整个管弦乐队一齐演奏，并加入胜利的响亮钟声，示意俄国从法国占领中被解放。在炮声与进行曲中，可以听到俄国国歌《天佑沙皇》，与先前的法国国歌形成对应。

## 改编
在苏联时期，该作品在演奏时有所改编：序曲中的《天佑沙皇》部分被格林卡的歌剧《伊万·苏萨宁》中的合唱曲《光荣颂》所代替。
1960年代中期，伊戈爾·布克托夫将《1812序曲》改编成合唱曲。开曲引子部分由大提琴与中提琴演奏的赞歌改为人声演唱，在长笛和英国管演奏中加入童声合唱，结尾的管乐部分——实际上是整个管弦樂團——混合了大合唱。卡拉扬、奥曼迪等指挥家都录制过带合唱的版本。

## 评价
柴科夫斯基在完成《1812序曲》之后，自己并不觉得满意，在他给他的资助人和朋友梅克夫人的信中说：“这首曲子将会非常嘈杂而且喧哗，我创作它时并无大热情，因此，此曲可能没有任何艺术价值。”他没有想到这首乐曲后来却成为他最受大众欢迎的作品。
但苏联作家马克西姆·高尔基称赞《1812序曲》“这首序曲的深具人民性的音乐，像平稳的波涛那样庄严有力地在大厅迴盪，它以一种新的东西攫住你，把你高举于时代之上，它的声音表达出这一庄严的历史时刻，极其成功地描绘了人民奋起保卫祖国的威力及其雄伟气魄。”